# Vico Magistretti

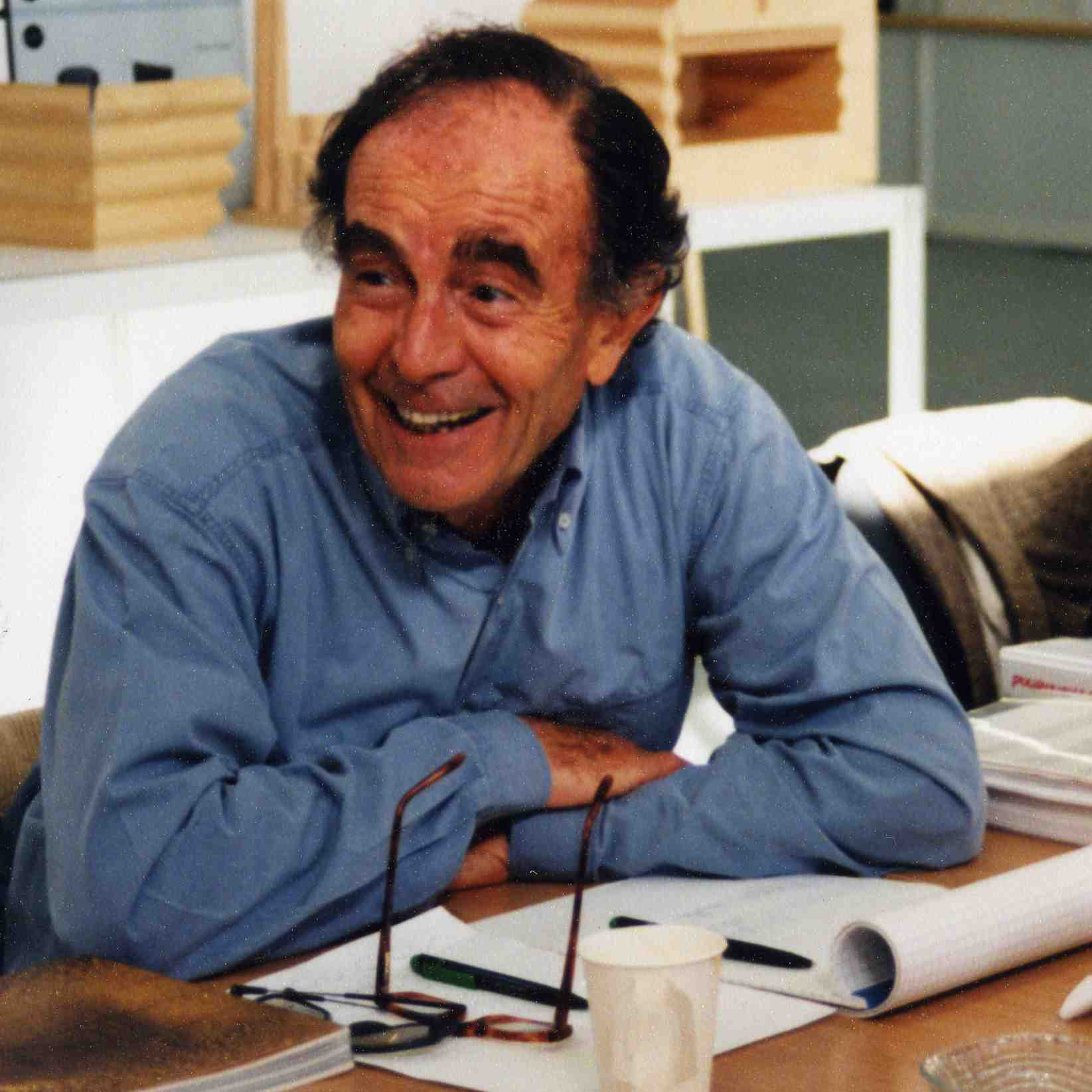
Vico Magistretti

Vico Magistretti (Ludovico Magistretti) (* 6. Oktober 1920 in Mailand; † 19. September 2006 ebenda) war ein italienischer Architekt und Industriedesigner.

## Leben

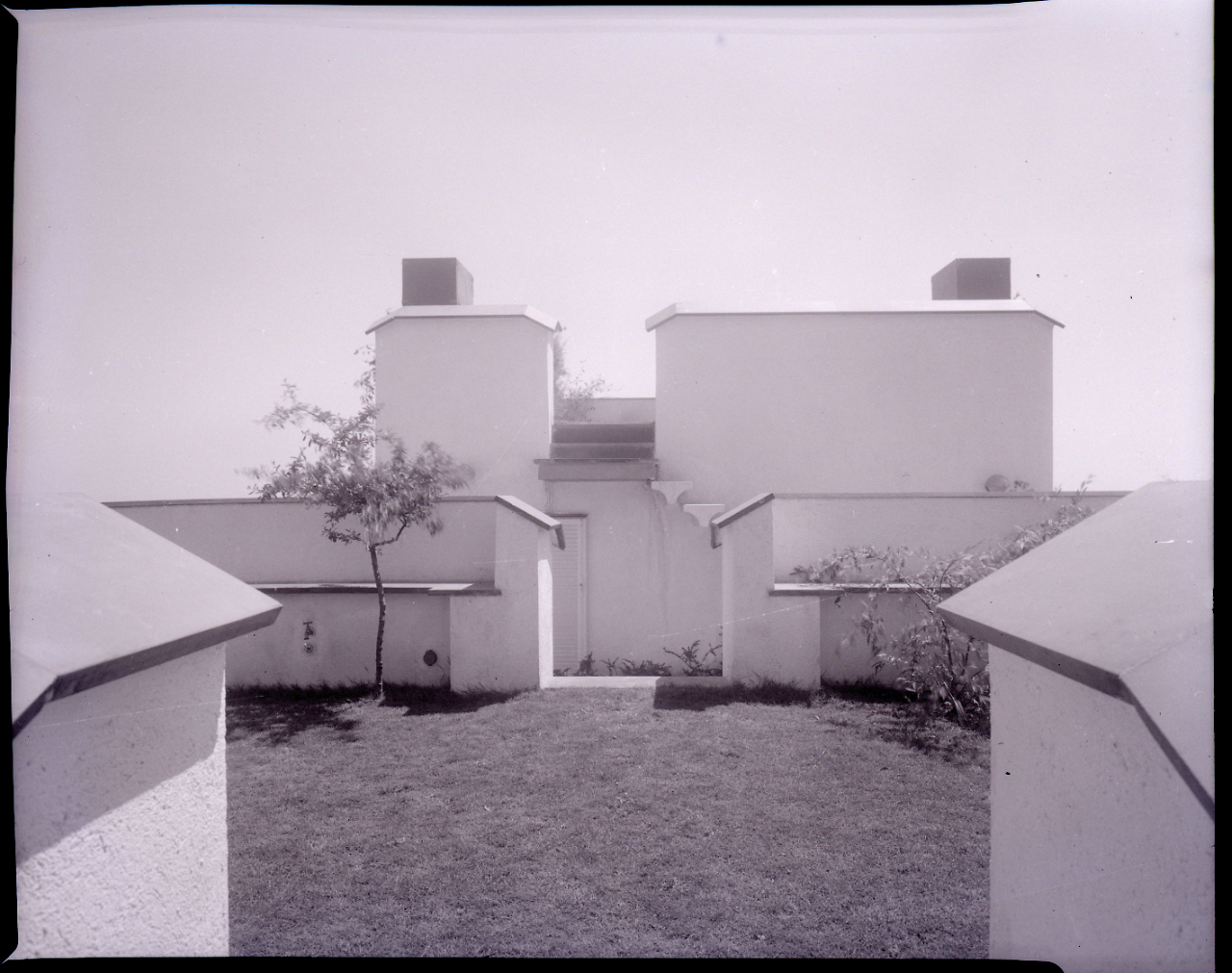
Villa Arosio, Arenzano (1958). Foto von Paolo Monti, 1959.

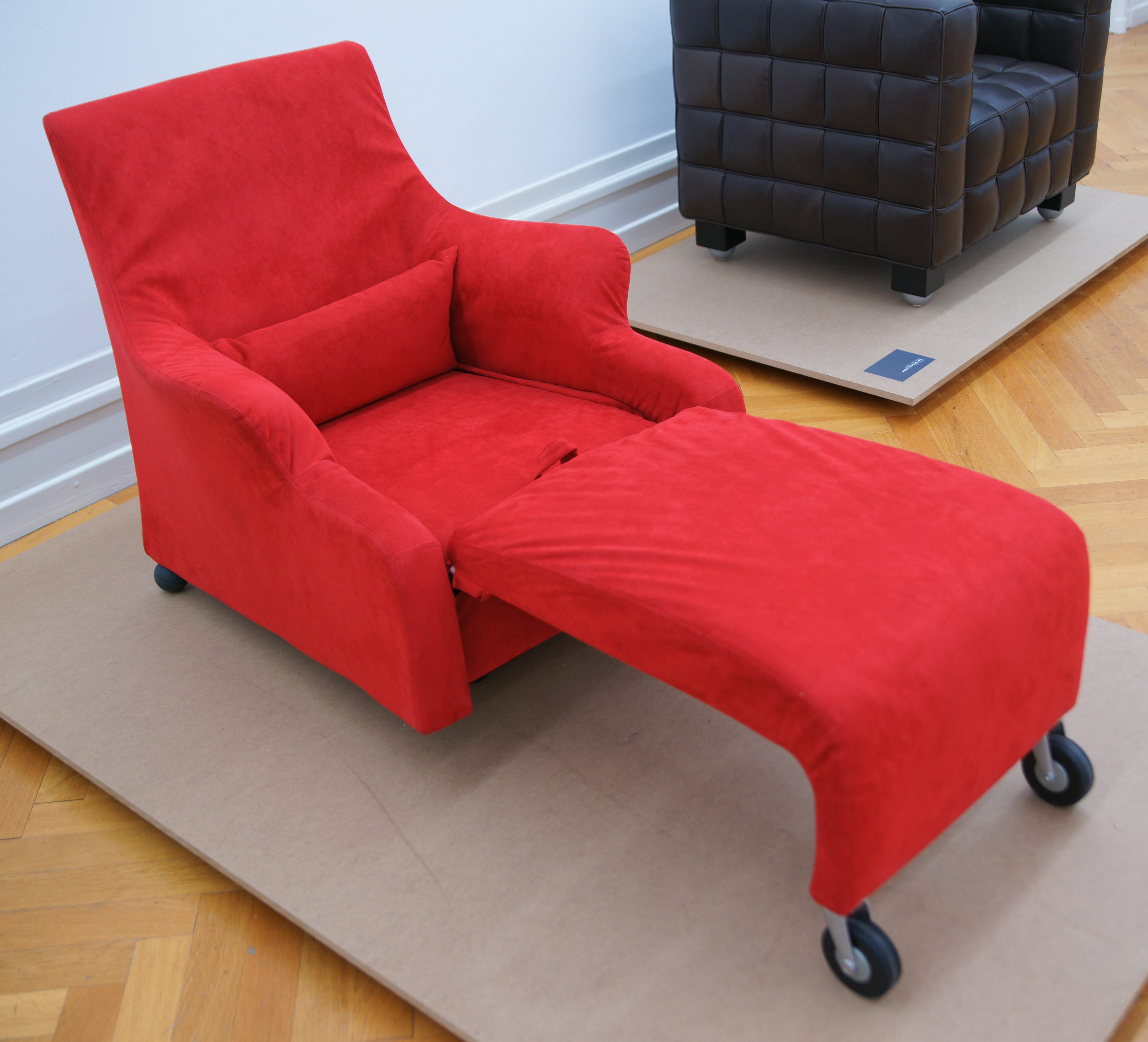
Sessel Tuareg als Chaise longue für De Padova, 1994

Vico Magistretti, Sohn des Mailänder Architekten Pier Giulio Magistretti (1891–1945), besuchte das Gymnasium Giuseppe Parini in Mailand und begann im Herbst 1939 mit dem Studium der Architektur am Polytechnikum in Mailand. 1943 emigrierte er in die Schweiz und besuchte dort Vorlesungen in Lausanne am Champ Universitaire Italien. Hier traf er auch auf Ernesto Nathan Rogers vom Mailänder Büro BBPR, der als Sohn einer jüdisch-italienischen Mutter in die Schweiz emigrieren musste. Der elf Jahre ältere Rogers wurde zu einer wichtigen Bezugsperson für Magistrettis weiteren beruflichen Werdegang. 1945 kam Vico Magistretti nach Mailand zurück, wo er im August dieses Jahres am Polytechnikum sein Diplom ablegte. Ab 1945, direkt nach seinem Architekturstudium, arbeitete er zusammen mit Paolo Chessa zunächst als Architekt im Architekturbüro seines Vaters Pier Giulio, der noch im selben Jahr verstarb.
1959 gehörte Magistretti neben BBPR, Ignazio Gardella und Giancarlo De Carlo zur italienischen Delegation des CIAM XI in Otterlo. Auf dem Kongress wurde sein Projekt 'Casa Arosio in Arenzano', erbaut 1956 bis 1959, vorgestellt.
Ab den 1960er Jahren begann Vico Magistrettis Tätigkeit als Industriedesigner. Im Laufe dieses Jahrzehnts wurden seine Entwürfe von renommierten Firmen wie Asko, Artemide, Cassina und Rosenthal produziert. Bekannt wurde er mit seinem Sofa „Maralunga“ sowie dem Stuhl „Carimate“, der als Symbol des „Swinging London“ gilt. Für seine Tischleuchte „Atollo“ erhielt er 1979 den Designpreis Compasso d’Oro. Ein Dutzend seiner Entwürfe gehören zur Sammlung des Museum of Modern Art in New York City.

## Design und Architektur

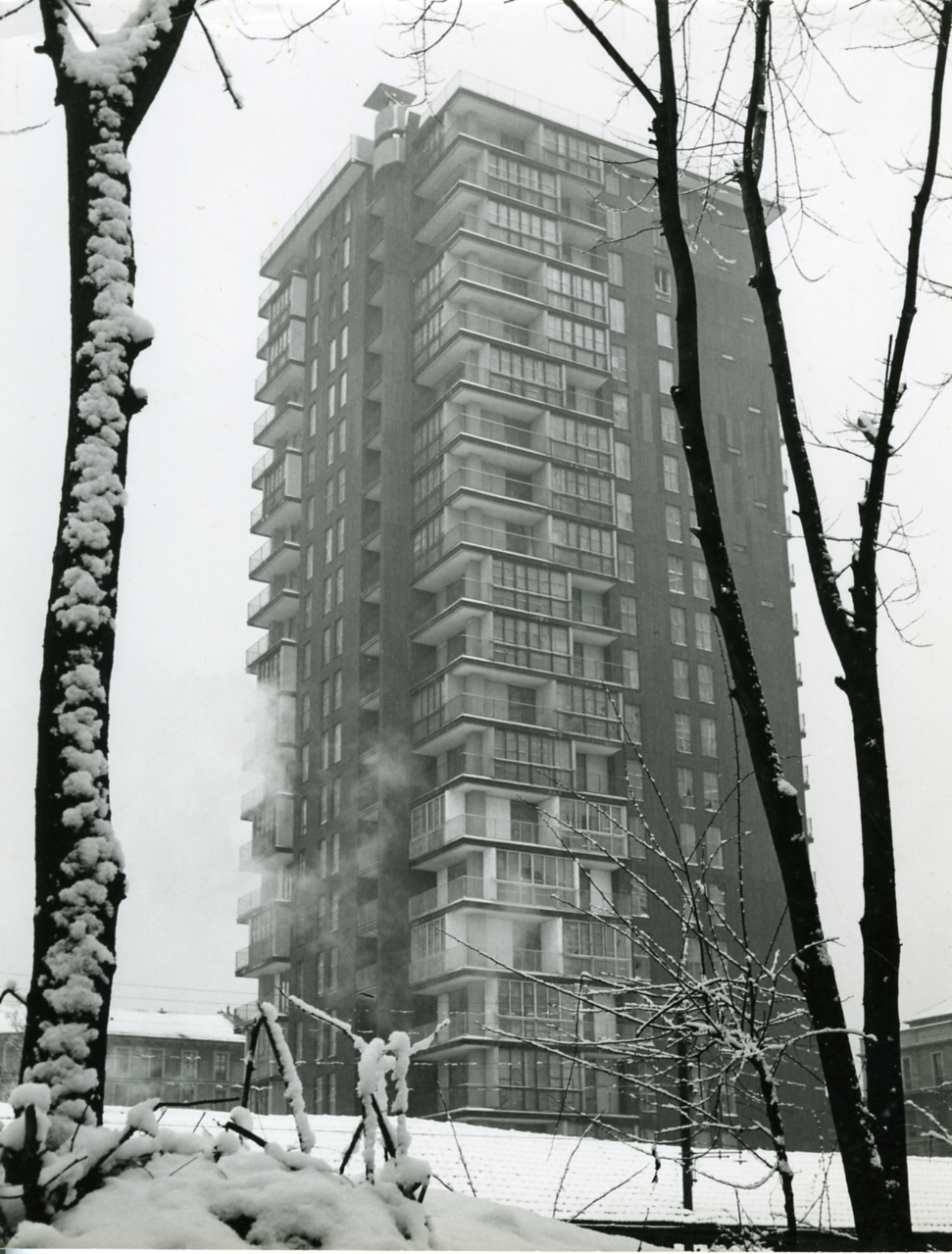
Wohnhochhaus Torre al Parco, Mailand 1953–56, mit Franco Longoni. Foto von Paolo Monti.

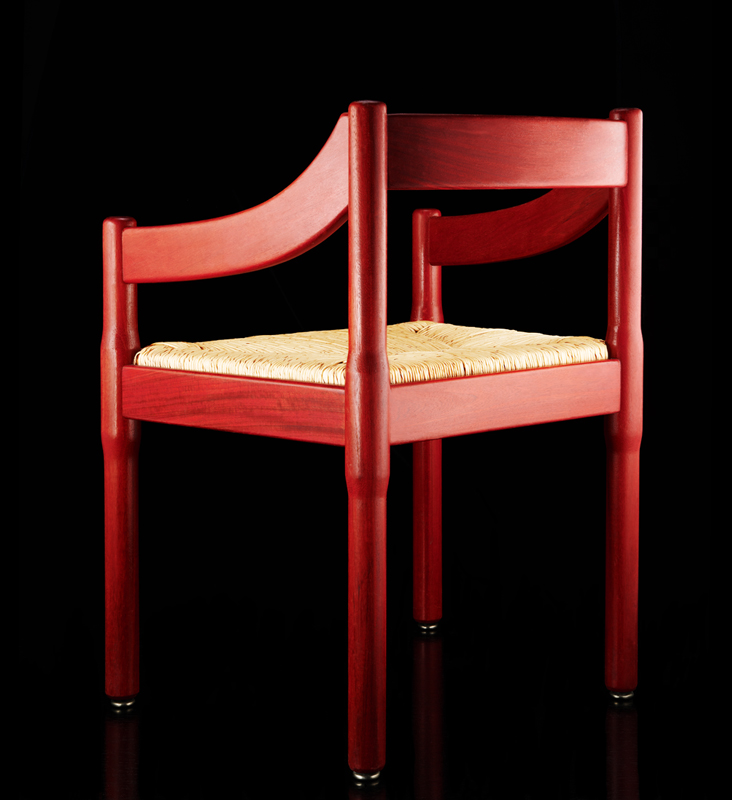
Carimate Esszimmerstuhl für Cassina, 1959
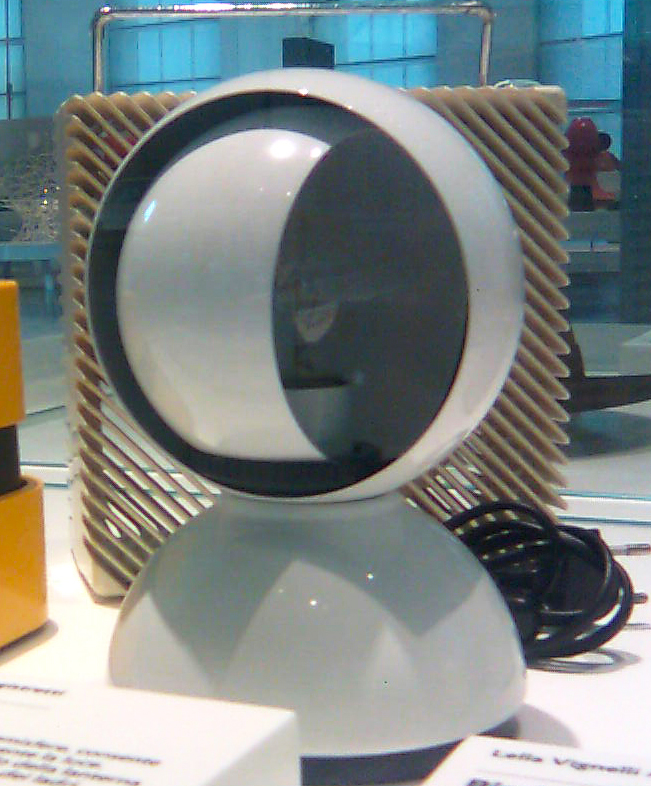
Eclisse Nachttischleuchte für Artemide, 1965
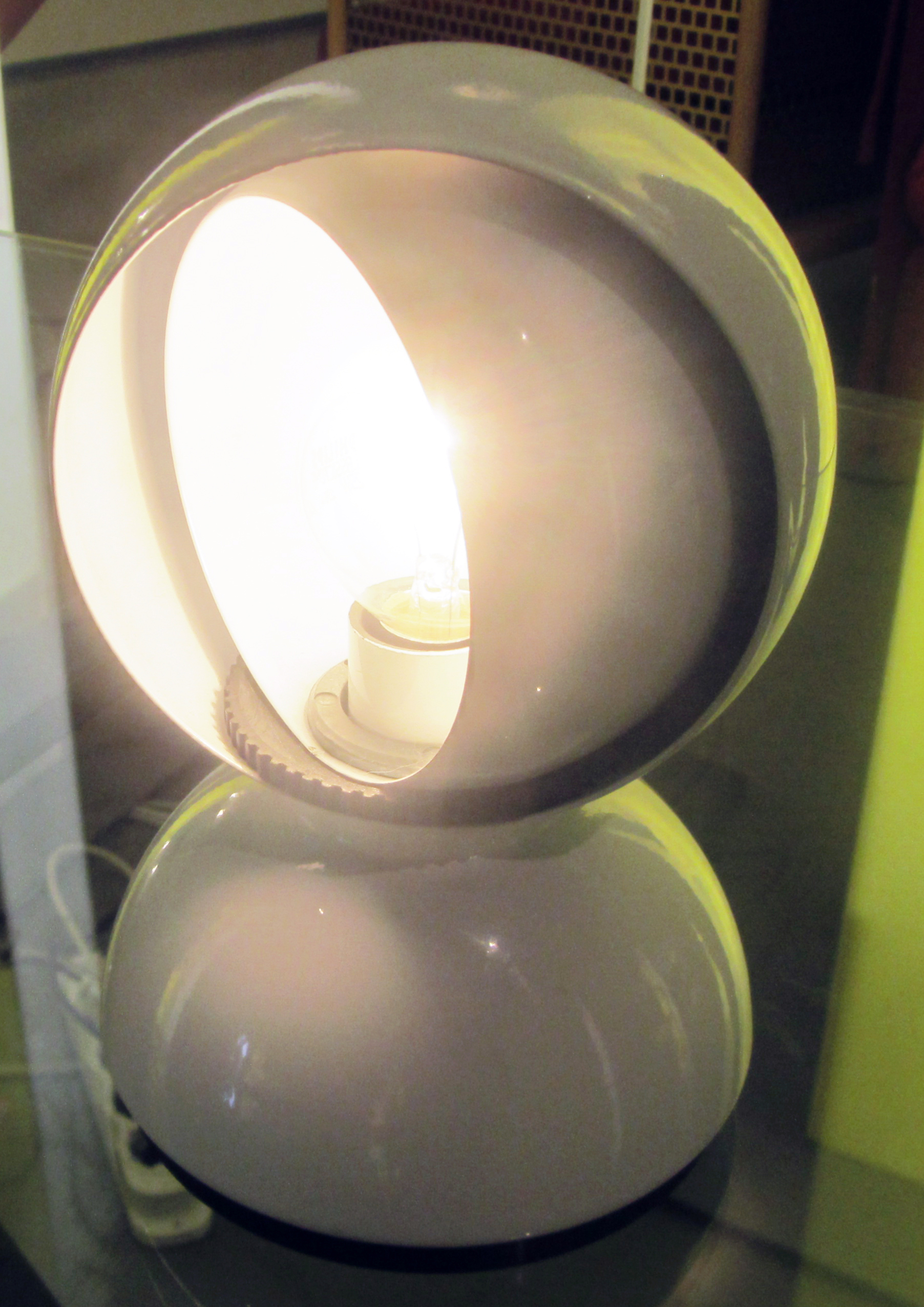
Eclisse Nachttischleuchte für Artemide, 1965
Dalù Tischleuchte für Artemide, 1969
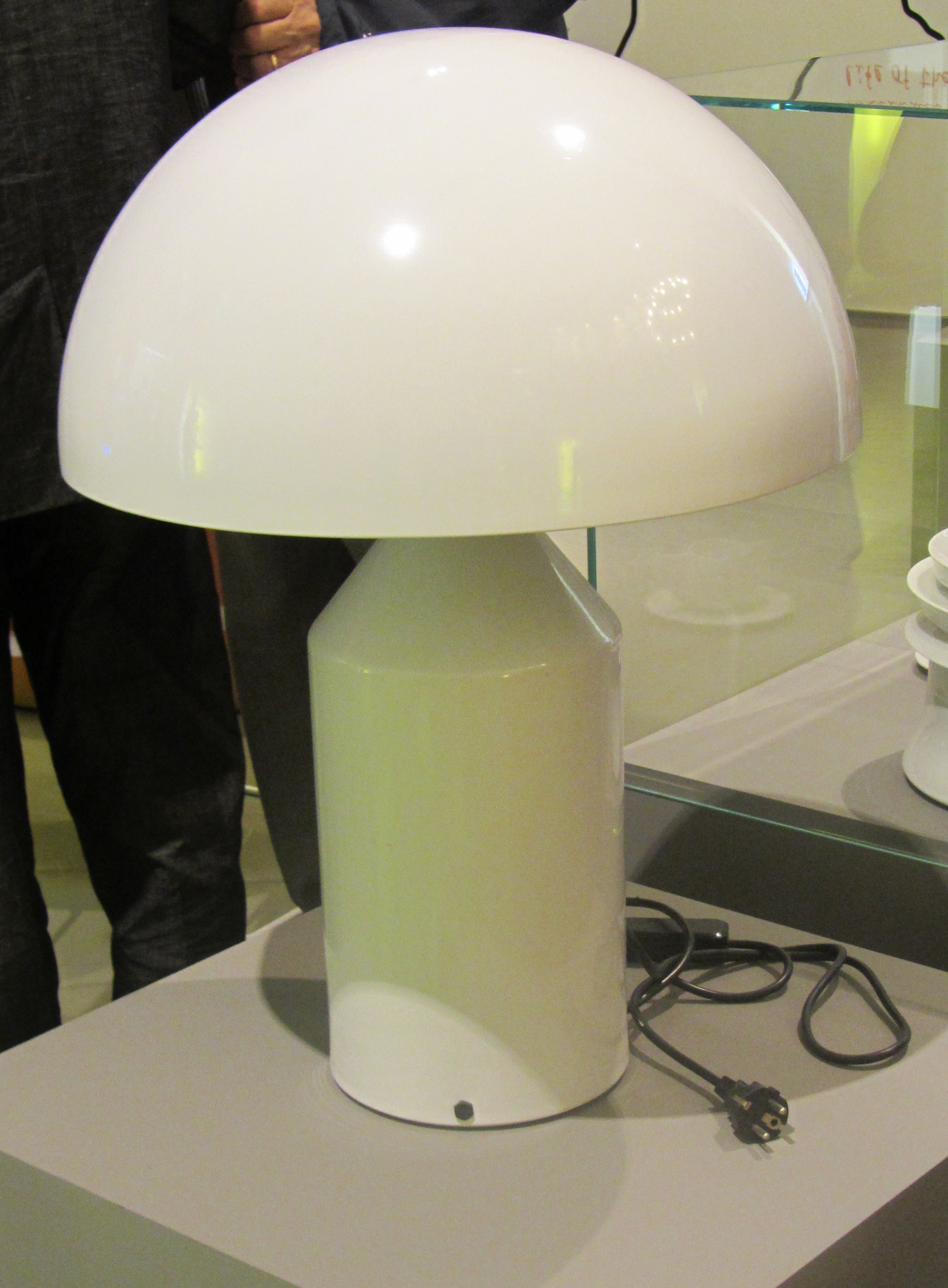
Atollo Tischleuchte für Oluce, 1977
Ferienhäuser Case Rosse in Framura, 1967–70
Detailansicht der Case Rosse in Framura, 1967–70
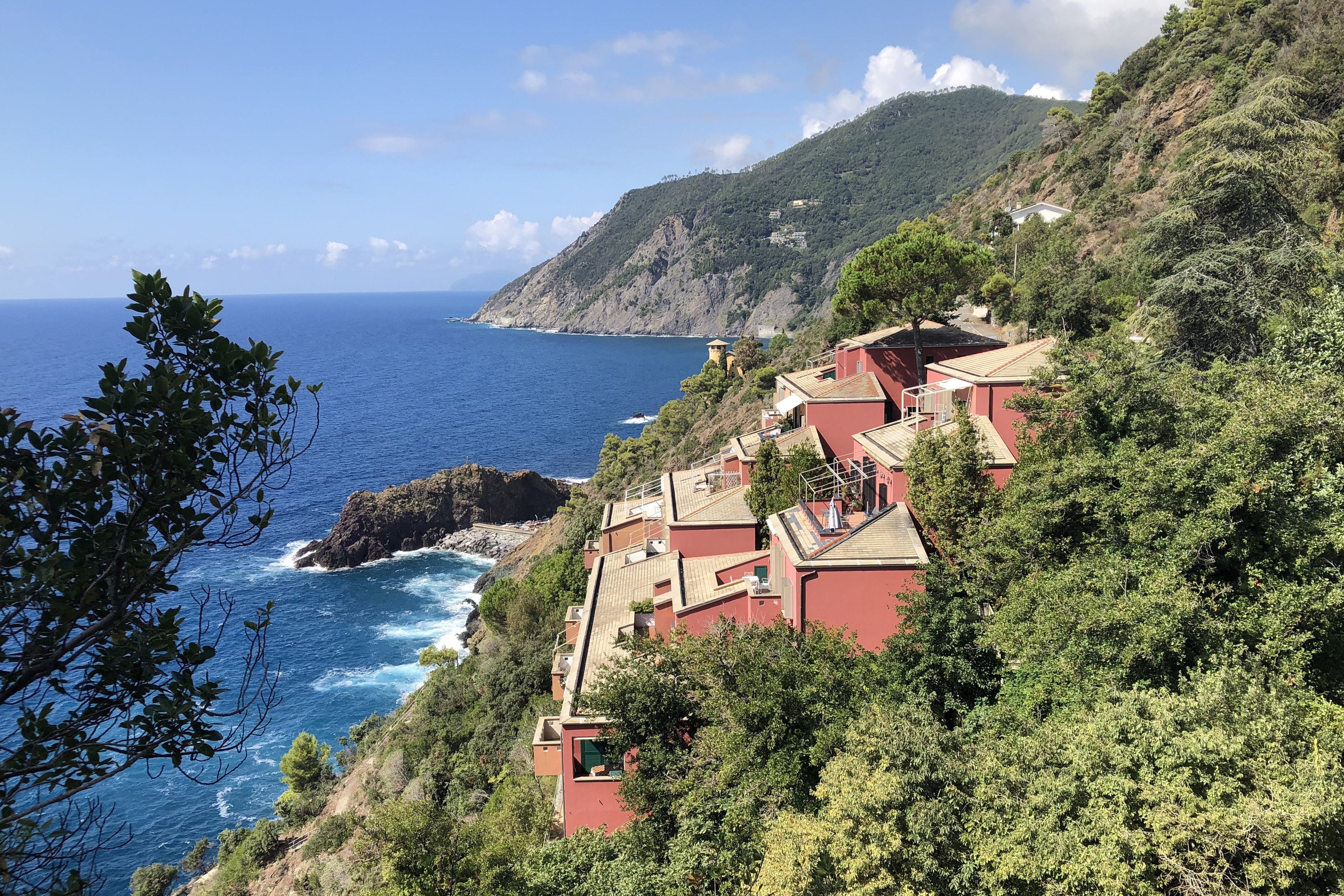
Blick von Süden auf die Case Rosse in Framura, 1967–70

Bauten von Vico Magistretti fotografiert von Paolo Monti
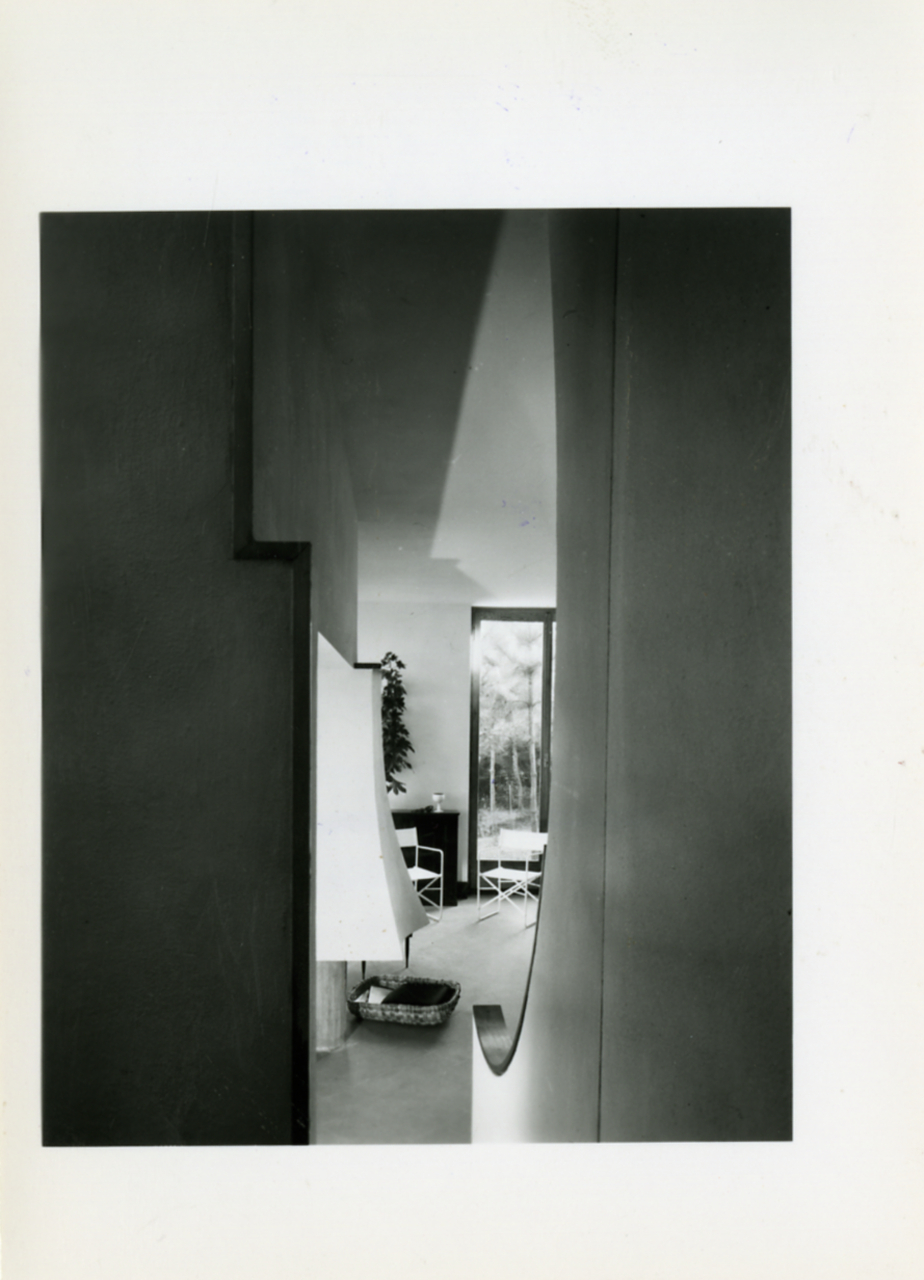
Villa Arosio, Arenzano 1958: Inneneinrichtung
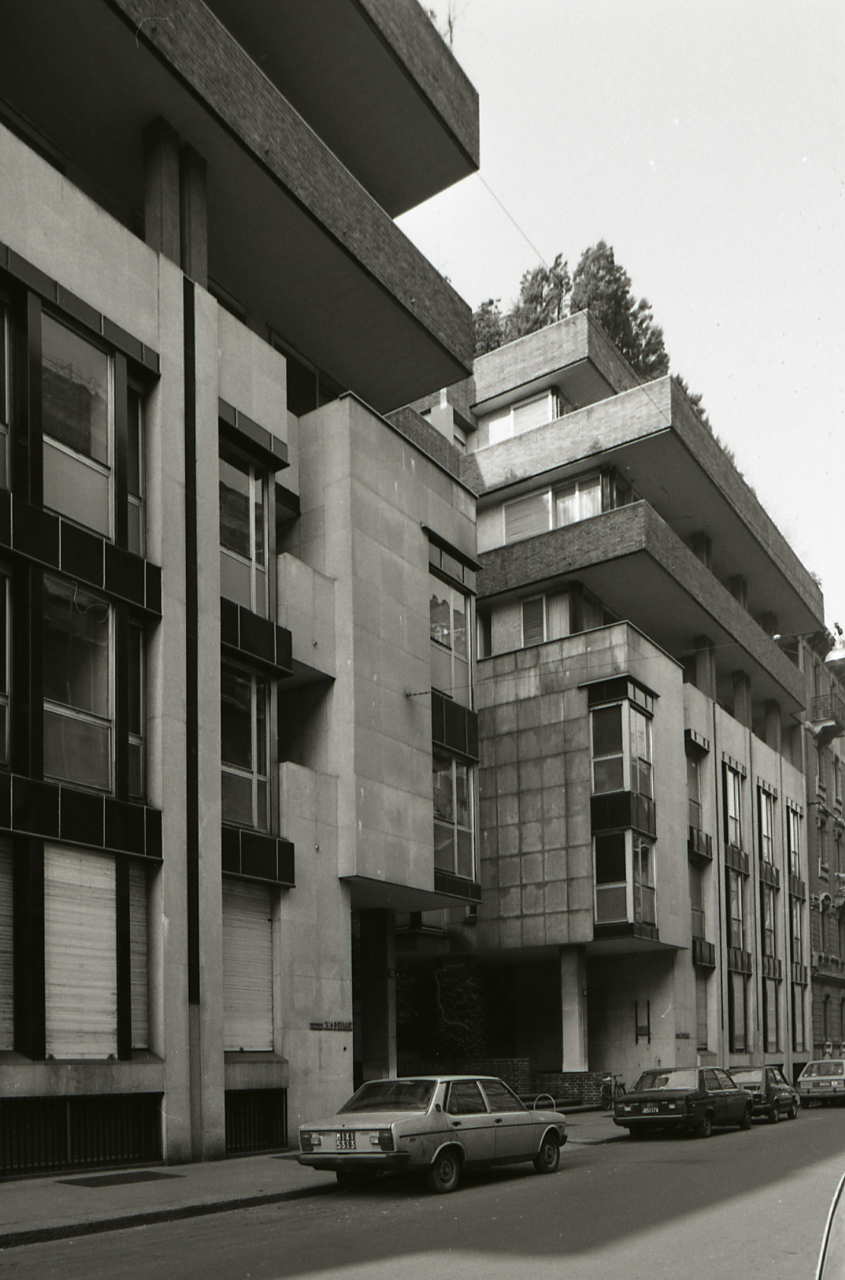
Gebäude in der via Leopardi, Mailand 1961, mit Guido Veneziani
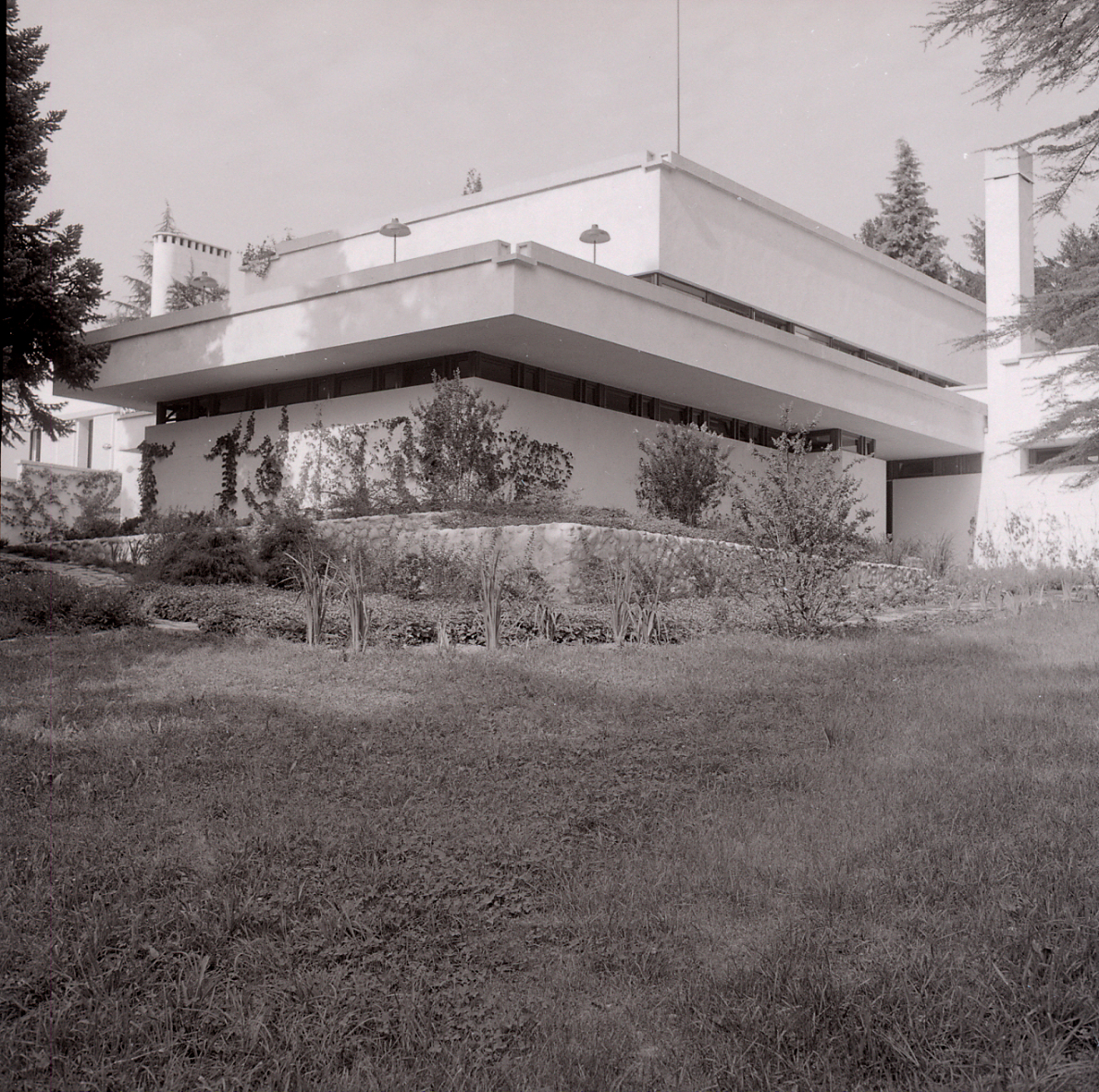
Carimate Golfclub (mit Guido Veneziani)
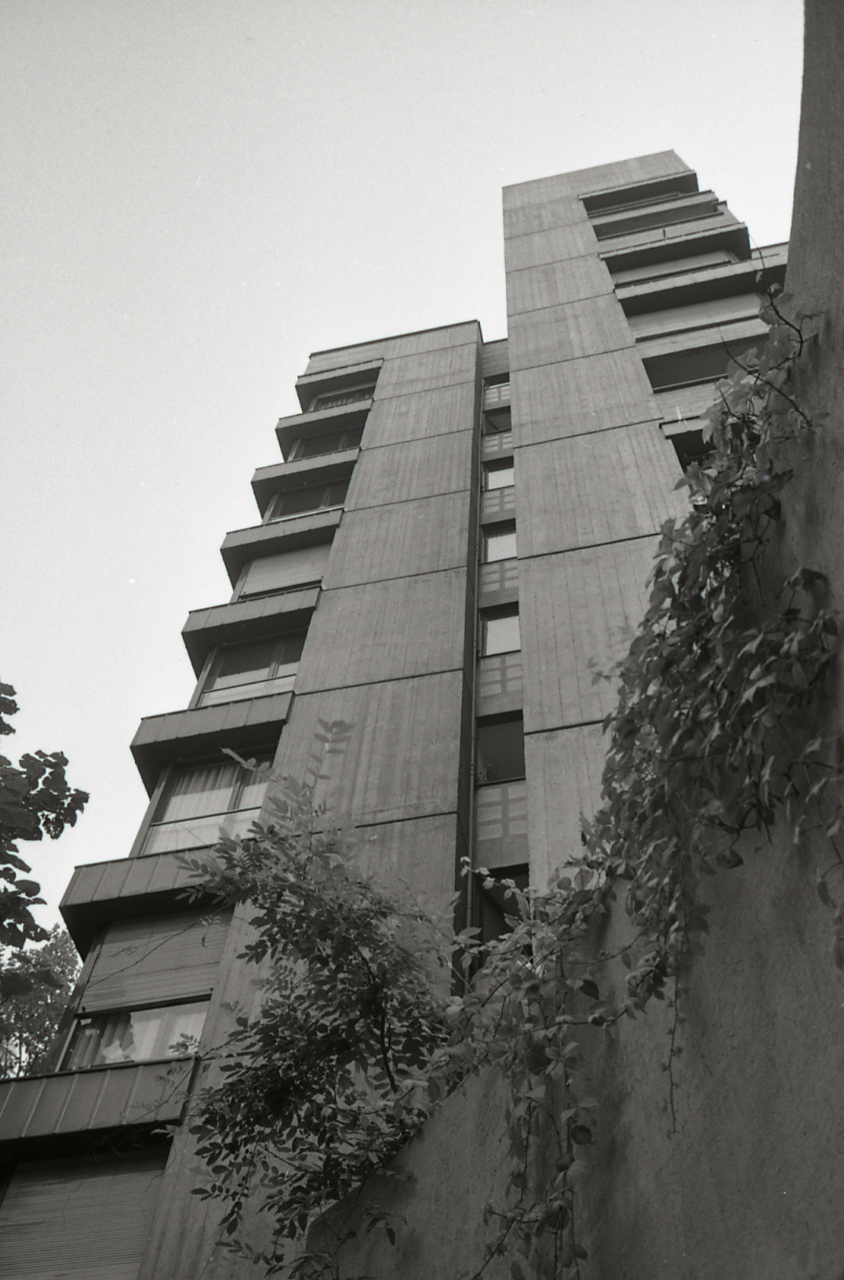
Turmhaus in Piazzale Aquileia 8, Mailand 1964–1965

## Wichtige Designobjekte (Auswahl)
- 1959 Esszimmerstuhl Carimate für Cassina
- 1965 Nachttischleuchte Eclisse für Artemide
- 1967 Stapelstuhl Selene für Artemide
- 1969 Tischleuchte Dalù für Artemide
- 1969 Stehleuchte Chimera für Artemide
- 1970 Deckenleuchte Teti für Artemide
- 1973 Sofa Maralunga für Cassina
- 1976 Pendelleuchte Sonora für Oluce
- 1977 Tischleuchte Atollo für Oluce
- 1983 Sofa Veranda für Cassina
- 1994 Sofa und Sessel Tuareg für De Padova

## Wichtige Bauten (Auswahl)
- 1947–1955 Kirche Santa Maria Nascente in Mailand, mit Mario Tedeschi
- 1953–1956 Wohnhochhaus Torre al Parco in Mailand, mit Franco Longoni
- 1955–1957 Bürogebäude im Corso Europa in Mailand
- 1956–1959 Wohnhaus Casa Arosio in Arenzano
- 1967–1970 Ferienhäuser Case Rosse in Framura
- 1969–1971 Wohn- und Geschäftsgebäude an der Piazza San Marco in Mailand[3]